# Meßkirch
Meßkirch is een kleine stad in de Duitse deelstaat Baden-Württemberg en maakt deel uit van het Landkreis Sigmaringen.
Meßkirch telt 8.428 inwoners.
Meßkirch is de geboorteplaats van de componist Conradin Kreutzer en van de filosoof Martin Heidegger die er ook begraven is.

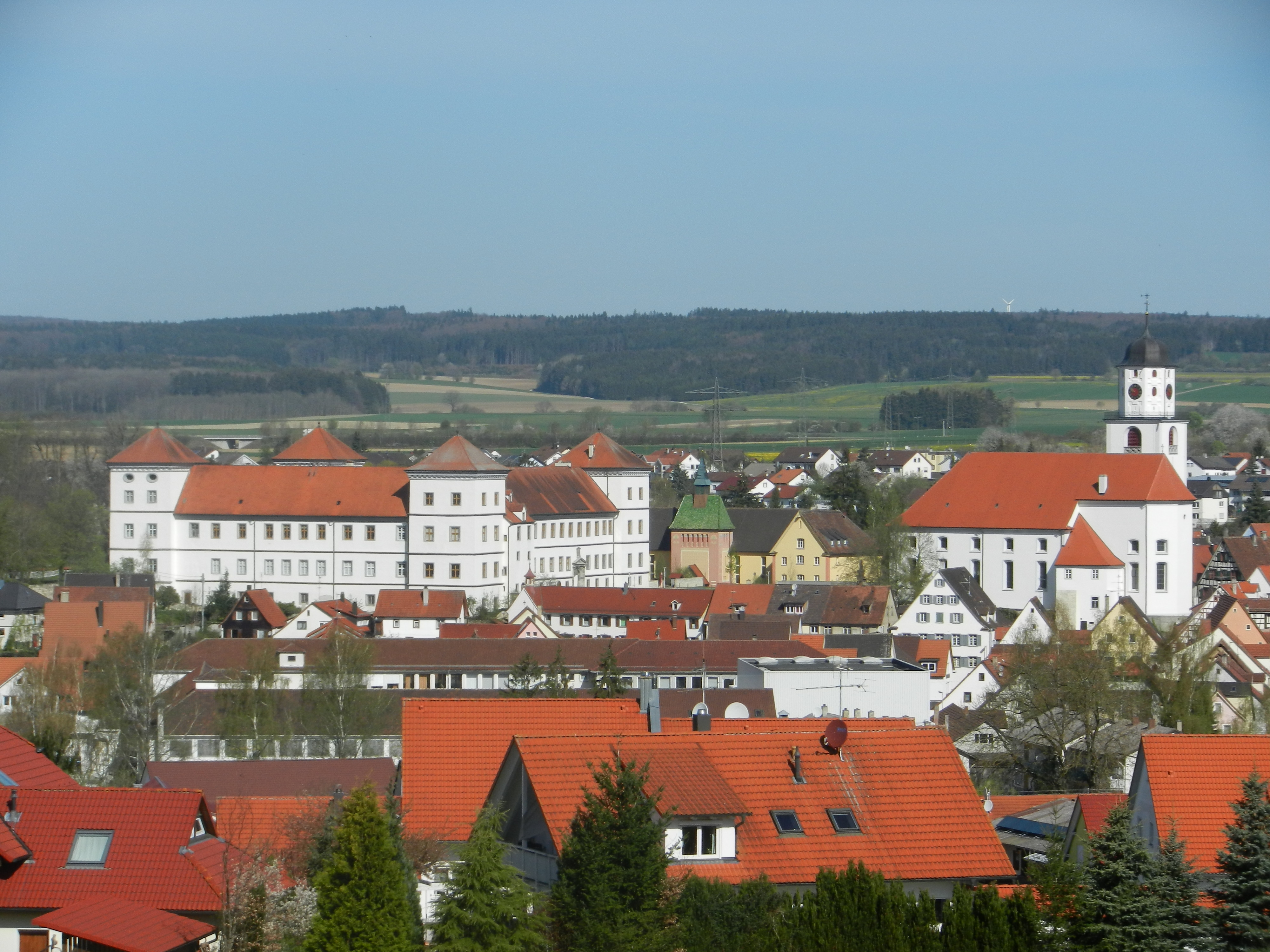

## Historie

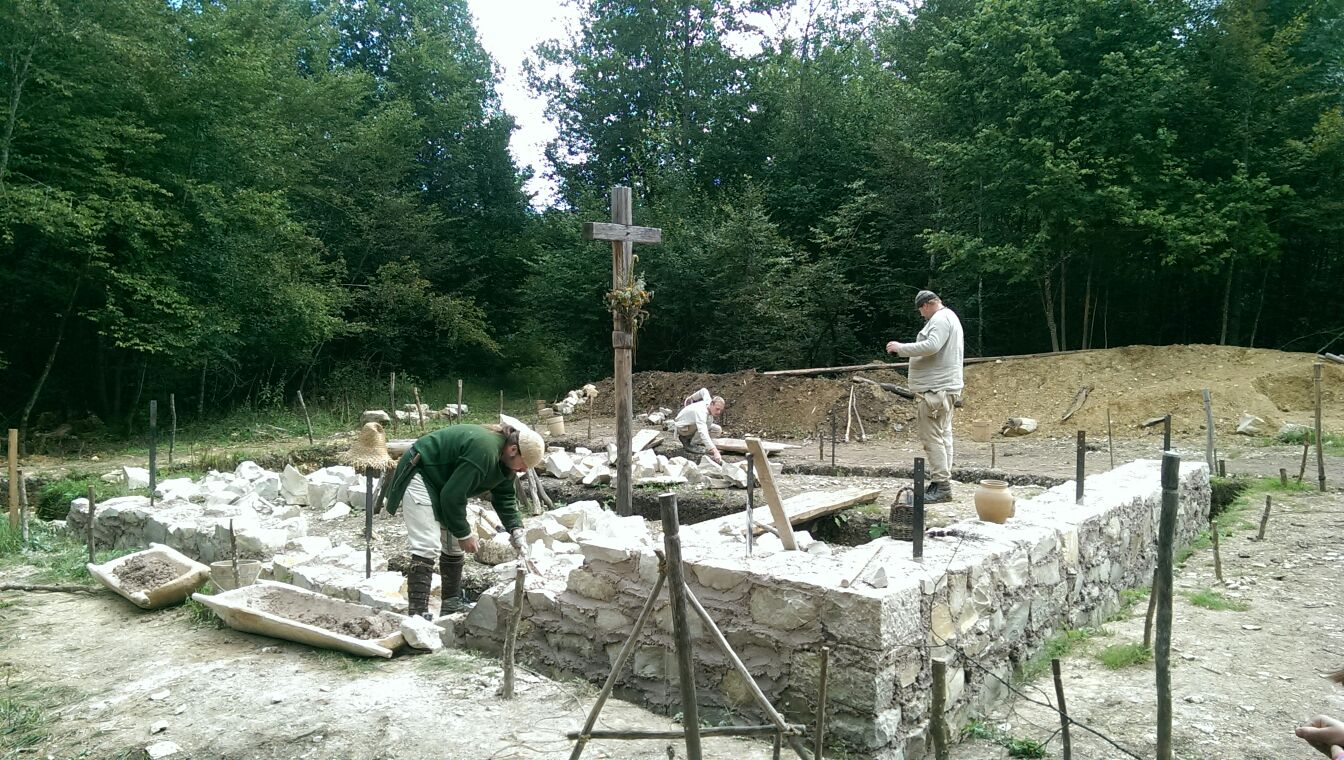
Campus Galli 2014 (en)

zie heerlijkheid Meßkirch

## Stadsdelen
- Buffenhofen
- Dietershofen
- Heudorf
- Igelswies
- Langenhart
- Menningen
- Meßkirch
- Rengetsweiler
- Ringgenbach
- Rohrdorf
- Schnerkingen

Bad Saulgau ·
Beuron ·
Bingen ·
Gammertingen ·
Herbertingen ·
Herdwangen-Schönach ·
Hettingen ·
Hohentengen ·
Illmensee ·
Inzigkofen ·
Krauchenwies ·
Leibertingen ·
Mengen ·
Meßkirch ·
Neufra ·
Ostrach ·
Pfullendorf ·
Sauldorf ·
Scheer ·
Schwenningen ·
Sigmaringen ·
Sigmaringendorf ·
Stetten am kalten Markt ·
Veringenstadt ·
Wald